# Șalași, Sakî
Șalași (în ucraineană Шалаші) este un sat în comuna Dobrușîne din raionul Sakî, Republica Autonomă Crimeea, Ucraina.

## Demografie
Componența lingvistică a localității Șalași
     Rusă (73,4%)
     Tătară crimeeană (23,4%)
     Belarusă (2,13%)
     Ucraineană (1,06%)
Conform recensământului din 2001, majoritatea populației localității Șalași era vorbitoare de rusă (73,4%), existând în minoritate și vorbitori de tătară crimeeană (23,4%), belarusă (2,13%) și ucraineană (1,06%).